# 包瑙
包瑙，是匈牙利科马罗姆-埃斯泰尔戈姆州所辖的一个村。总面积25.14平方公里，总人口1650，人口密度65.6人/平方公里（2011年1月1日）。